# Megaherz
Megaherz (с нем. — «Мега-сердце», созвучно со словом «мегагерц») — немецкий музыкальный коллектив, играющий в стиле Neue Deutsche Härte. Группа была сформирована в 1993 году в Мюнхене, Германия.

## История

### Развитие
«Megaherz» появилась на свет в 1993 году. Название образовано путём слияния «Megadeth» и «Wildecker Herzbuben» (немецкая фолковая команда). Пятеро из Мюнхена тогда взялись играть музыку, которую сами отнесли к жанру Neue Deutsche Härte. Группа исполняла смесь кроссовера, гранжа и индастриала, причём все тексты были на родном (немецком) языке. Большое влияние на музыкантов оказали такие коллективы как «Clawfinger», «Alice In Chains», «Soundgarden», «Nirvana», «Nine Inch Nails», «Pantera», и «Rage Against The Machine». Первое демо, «Herzwerk», вышло в 1995 году и, благодаря немецким текстам, сразу же привлекла к себе внимание местного радио и ТВ.
Оригинальный состав группы:
- Alexx Wesselsky (вокал)
- Marc Bredtmann (ритм-гитара)
- Joseph Kalleder (бас-гитара)
- Tobias Trinkl (ударные)
- Christian Scharinger (клавишные)

Все из этого состава, кроме вокалиста, покинули группу, записав лишь демо-альбом «Herzwerk».

### Рост популярности
Дебютный альбом «Wer bist du?» был издан на лейбле «Golden Core» в 1997 году. К тому времени из оригинального состава остался лишь один вокалист Алекс Вессельски. Осень «Megaherz» провели на гастролях по немецкоговорящим странам в компании с «Subway To Sally».
Первый официальный релиз был записан уже в другом составе:
- Alexx Wesselsky (вокал)
- Christian «X-TI» Bystron (ритм-гитара)
- Werner «Wenz» Weninger (бас-гитара)
- Tommy Eberhard (ударные)
- Noel Pix (клавишные, сессионный гитарист, программирование)

Гитарист и бас-гитарист состоят в группе и поныне.
Затем состоялось несколько сольных концертов, которые подтвердили большой потенциал группы и позволили ей выступать на различных европейских рок-фестивалях. Тем временем в германских клубах стала очень популярной песня «Gott sein», и к концу года публика уже с нетерпением ждала нового альбома команды.
В середине лета 1998-го на свет появился второй альбом — «Kopfschuss», его продажи достигли 25000-й отметки, а такие композиции как «Miststück», «Herz aus Stein» и «Kopfschuss» вовсю крутились в молодёжных клубах. Сама же группа вновь колесила по Европе, а её партнерами теперь были «H-Blockx», «Schweisser», «HIM», «Motörhead», «Danzig», «Saxon», «Extrabreit». О «Megaherz» начали много писать в солидной музыкальной прессе, а сингл «Freiflug» занял седьмую строчку в национальных чартах.
Состав группы практически не изменился на момент создания второго альбома. На замену ударнику Tommy Eberhard пришёл Frank Gegerle.
Видеоклип, снятый на эту песню, подхватил телеканал «Viva 2» и запустил его в тяжелую ротацию. Между тем на «Megaherz» обратили внимание и англоязычные страны. В Америке молодёжные радиостанции начали крутить песни мюнхенской пятерки, а в Австралии одна из станций посвятила группе целую передачу.
В мае 1999-го Алекс и компания вновь отправились в студию в баварский город Фрайзинг. Результатом их труда стал альбом «Himmelfahrt», выполненный с тем же перфекционизмом, что и более ранние работы, но не вызвавший широкого резонанса. Звучание сместилось в сторону индастриал-металла. Название альбома «Himmelfahrt» двусмысленно и может трактоваться как «прогулка по небу», так и как «самоубийственная миссия».
Himmelfahrt был записан в том же составе, однако в 2001 году группу покидают ударник Frank Gegerle и клавишник Noel Pix. Первый, кстати, заменял отсутствовавшего на концерте ударника в 2005 году.
Музыканты не останавливались на достигнутом и в 2002-м явили миру ещё одну работу под названием «Herzwerk II». Электроника на этом альбоме отошла на второй план, а упор был сделан на более «живой» звук. По мнению гитариста Кристиана Байстрона, материал на диске был более американский, чем прусский. Лирика все же осталась немецкая, причём тексты стали более метафоричными, изысканными и образными.
К моменту создания Herzwerk II к группе присоединились Oliver Pohl (гитарист) и Jorgen Schlachter (ударные). Вскоре после записи и они покинули коллектив.
В конце 2002-го в группе случилось серьёзное событие — её ряды покинул вокалист-основатель Алекс, последний из первого состава группы. Важной причиной раскола стали творческие разногласия внутри группы: так, Алекса интересовало более электронное звучание, тогда как Кристиан делал акцент на гитарный саунд. В итоге, Алекс покинул группу, создав группу «Eisbrecher» вместе с Ноэлем Пиксом. Ноэль уже работал с «Megaherz» в качестве сессионного музыканта. Место вокалиста занял Матиас Эльсхольц, который также успел поработать с группой ранее в качестве бэк-вокалиста. Расставание прошло мирно, на своих концертах «Eisbrecher» даже исполнял с разрешения «Megaherz» старые песни.

### Перемены
В 2004 году в группе появляется новый вокалист, Матиас Эльсхольц.
С появлением в группе нового фронтмена произошла неизбежная смена звучания, что очень чувствуется в альбоме «5», кардинально отличающемся от всего более раннего творчества группы. Фанаты по достоинству отметили неповторимый вокал Матиаса, однако, он недолго проработал вокалистом в группе. За время его лидерства группа выступала лишь на нескольких небольших концертах, не было обнаружено ни одной профессиональной видеозаписи, да и любительское видео было не столь многочисленно.
Альбом записан в таком составе:
- Mathias «Jablonski» Elsholz (вокал)
- Christian «X-TI» Bystron (ритм-гитара)
- Werner «Wenz» Weninger (бас-гитара)
- Jurgen Zink (ударные)

Вскоре к группе присоединится гитарист Roland Vencelj.
После записи альбома группа снова потеряла вокалиста: у Матиаса родилась двойня, ему пришлось уделить больше внимания семье. Вскоре Матиас перешёл к группе Die!, которую ранее поддерживал в создании отдельных песен. Поиски нового фронтмена заняли около двух лет.

### Возрождение
В 2007-м создавшуюся вновь кадровую проблему удалось разрешить с появлением в составе Александра Вонхааса, также к группе присоединился новый ударник Юрген «Bam Bam» Вилер. Вскоре был записан альбом «Heuchler». Заметно более мрачное и напряженное звучание, нежели во всех предыдущих альбомах. О том же говорит обложка альбома.
В апреле 2011 к группе присоединился новый гитарист Кристоф «Chris» Клинке, заменив покинувшего группу Роланда Венселя. 22 июня 2011 года группа с успехом провела концерт в Лейпциге. 23 декабря 2011 года о вышел новый сингл «Jagdzeit», а 20 января 2012 года — восьмой студийный альбом под названием «Götterdämmerung» (досл. «Сумерки богов»). В январе 2013-го вышел сингл «Gegen den Wind».

### Настоящее время
В первой половине 2014 года группа объявила дату релиза будущего альбома «Zombieland» — 24 октября этого же года. То, что коллектив сам ставит себе в заслуги, это совмещение музыкального разнообразия и старой, привычной всем фанатам общей атмосферы. По мнению группы, ярым фанам Megaherz важно ощущать дух того времени, когда они только влюблялись в их песни, и полное изменение творческого курса лишь отвадит старых фанатов, но никак не привлечет. Вместе с новым альбомом группа объявила о туре в его поддержку. 22 июня Megaherz выступили на Blackfield Festival 2014.
В конце сентября вышел сингл «Wir könnten Götter sein», а за ним в октябре и альбом «Zombieland». За несколько дней до выхода альбома начался тур в его поддержку.

## Состав

### Текущий состав
- Alexander «Lex» Wohnhaas — вокал (2007 – настоящее время)
- Christian «X-TI» Bystron — ритм-гитара, программирование (2002 – настоящее время)
- Werner «Wenz» Weninger — бас-гитара (2002 – настоящее время)
- Christoph «Chris» Klinke — ритм-гитара (2019 – настоящее время)
- Max Hertweck «Maxx» – ударные (2022– настоящее время)

### Бывшие участники
- Alexander «Alexx» Wesselsky — вокал
- Marc Bredtmann — ритм-гитара
- Josef Kalleder — бас-гитара
- Tobias Trinkl — ударные
- Christian Scharinger — клавишные
- Matthias «Jablonski» Elsholz — вокал, бэк-вокал (Kopfschuss, Himmelfahrt)
- Oliver Pohl — ритм-гитара
- Jürgen Zink — ударные
- Frank Gegerle — ударные
- Jochen «Noel Pix» Seibert — клавишные
- Roland Vencelj — ритм-гитара
- Noel Pix — гитара, программирование, клавишные
- Jürgen «Bam Bam» Wiehler — ударные (2007—2018)
- Rolf Hering — ударные

## Дискография

### Альбомы
- Herzwerk (1995)
- Wer bist du? (1997)
- Kopfschuss (1998)
- Himmelfahrt (2000)
- Herzwerk II (2002)
- 5 (2005)
- Heuchler (2008)
- Götterdämmerung (2012)
- Zombieland (2014)
- Komet (2018)
- In Teufels Namen (2023)

### Синглы
- «Gott sein» (1997)
- «Rock Me Amadeus» (1998)
- «Liebestöter» (1998)
- «Freiflug» (1999)
- «Himmelfahrt» (2000)
- «Dein Herz schlägt» (2004)
- «Mann von Welt» (2008)
- «Jagdzeit» (2011)
- «Gegen den Wind» (2013)
- «Wir könnten Götter sein» (2014)
- «Erdwärts» (2015)
- «Komet» (2018)
- «Vorhang auf» (2017)

### Видеоклипы
- «Freiflug» (1999)
- «Jagdzeit» (2012)
- «Herz aus Gold» (2013)
- «Für Immer» (2014)
- «Einsam» (2016)
- «Vorhang Auf» (2017)
- «Komet» (2018)

### Переиздания
- Herzwerk (Re-release) (2002)
- Wer bist du? (U.S. Re-release) (2002)
- Kopfschuss (U.S. Re-release) (2005)
- 5 (U.S. Re-release) (2006)

### Компиляции
- Querschnitt (2001)
- Totgesagte Leben Langer — Best OF (2009)
- Loblieder (2010) (remix-album)